# Бєлорус Владислав Вікторович
Владисла́в Ві́кторович Бєлору́с — солдат Збройних сил України, учасник російсько-української війни.

## З життєпису
Народився 1992 року в місті Лубни. 2009-го закінчив спеціалізовану школу № 6 міста Лубни. У 2011—2012 роках проходив строкову військову службу в лавах Збройних Сил України.
З листопада 2013 року за контрактом проходив військову службу, 72-га окрема механізована бригада, номер обслуги гаубично-самохідної артилерійської батареї.
З весни-літа 2014-го брав участь у боях. 12 липня 2014 року загинув зі старшим солдатом Миколою Калашником на блокпосту біля села Червона Зоря Шахтарського району — від прямого влучення міни в САУ 2С-30 «Акація», здетонував боєкомплект. Солдат Бєлорус кинувся на допомогу побратиму, але через детонування боєкомплекту обидва військовики загинули.
Похований у Лубнах 16 липня 2014 року.

## Нагороди
14 листопада 2014 року за особисту мужність і героїзм, виявлені у захисті державного суверенітету та територіальної цілісності України, вірність військовій присязі під час російсько-української війни, відзначений — нагороджений орденом «За мужність» III ступеня (посмертно).

## Вшанування пам'яті
- Рішенням сесії Лубенської міської ради Владислав Бєлорус нагороджений відзнакою «За заслуги перед містом Лубни» (посмертно)
- Вийшла друком збірка поезій Владислава Бєлоруса «Душа перелита у слово»
- 24 листопада 2014 року в лубенській спеціалізовані школі № 6 відкрито меморіальну дошку Владиславу Бєлорусу.
- Владислава Бєлоруса занесено до Книги Пошани Лубенської міської ради (рішення 53-ї сесії Лубенської міської ради шостого скликання від 19 червня 2015 року).
- 19 лютого 2016 року в Лубнах перейменовано вулицю Плеханова на вулицю Владислава Бєлоруса.